# Anarolius
Anarolius is een vliegengeslacht uit de familie van de roofvliegen (Asilidae).

## Soorten
- A. bicolor Theodor, 1980
- A. fronto Loew, 1873
- A. jamshidi Abbassian-Lintzen, 1964
- A. jubatus Loew, 1844
- A. rufescens Theodor, 1980
- A. setitarsis Richter, 1963